# Plesictis
Plesictis es un género extinto de mamíferos de la orden de los carnívoros. Plesictis vivió entre el Oligoceno inferior y el Mioceno inferior en Eurasia (Francia y República Popular de China) y Norteamérica (Estados Unidos).

## Descripción
Plesictis medía unos 75 centímetros de largo, y presumiblemente era un animal nocturno. Su larga cola mantenía a Plesictis en equilibrio, lo cual sugiere que vivía en los árboles. Plesictis tenía romos los dientes, mientras que los dientes molares eran rectangulares, cosa que indica que era un animal omnívoro. Plesictis es probablemente el antepasado del basarisco centroamericano (Bassariscus sumichrasti), puesto que existe un gran parecido entre ambos.